# Karel van Manderprijs

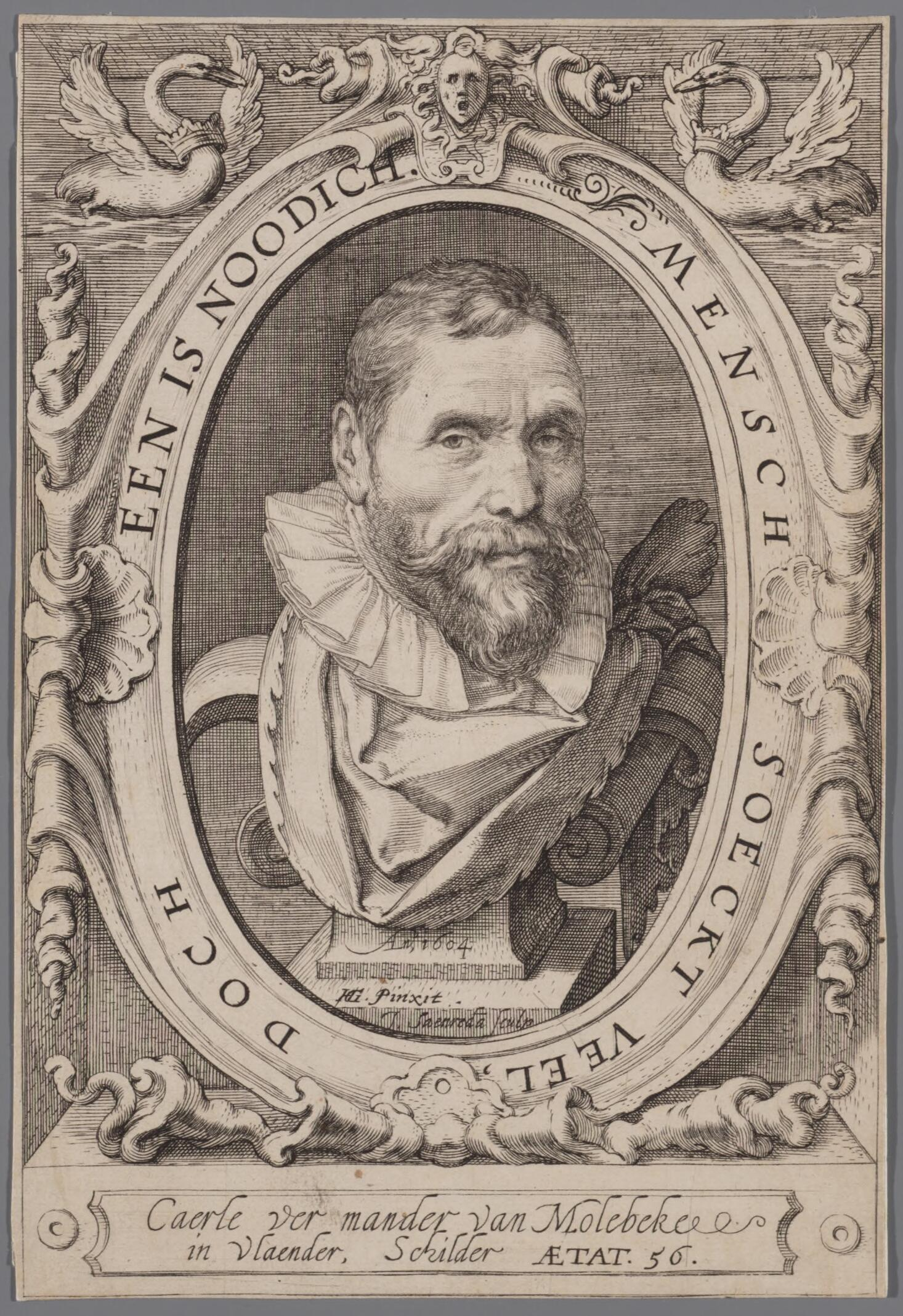
Karel van Mander, naamgever van de prijs

De Karel van Manderprijs wordt sinds 1958 uitgereikt door de Vereniging van Nederlandse Kunsthistorici (VNK). De prijs is voor een publicatie van een Nederlandse of in Nederland werkende kunst- of architectuurhistoricus. Het doel van de prijs is om kunst- en architectuurhistorisch onderzoek in Nederland te stimuleren en te waarderen.
Sinds 2004 wordt de prijs jaarlijks toegekend aan een laureaat uit een ander deelgebied. De vijf geselecteerde deelgebieden komen elk om de vijf jaar aan bod. De deelgebieden zijn: beeldende kunst en kunstnijverheid tot 1550; beeldende kunst en kunstnijverheid 1550-1700; beeldende kunst en kunstnijverheid 1700-1850; beeldende kunst en kunstnijverheid 1850-heden; architectuur, stedenbouw en ruimtelijke ordening, tuin- en landschapsarchitectuur, monumentenzorg en bouwhistorie door de eeuwen heen.
'Long list' is de in het jaar voor de prijsuitreiking verschenen bibliografie van de Vereniging van Nederlandse Kunsthistorici die een bepaalde periode in de kunstgeschiedenis beslaat en die publicaties over de laatste vijf jaar bevat. Dit betekent dat de Karel van Manderprijs jaarlijks in een ander deelgebied wordt uitgereikt en dat een deelgebied om de vijf jaar aan de beurt is. De juryleden kunnen indien belanghebbende publicaties in de bibliografie ontbreken deze eveneens voordragen.

## Geschiedenis
In 1957 richtte professor Jan Gerrit van Gelder het 'Fonds Carel van Mander' op tijdens de viering van het vijftigjarig bestaan van het kunsthistorisch onderzoek in Nederland. Dit fonds was vernoemd naar Karel van Mander (1548 - 1606), de auteur van Schilder-boeck (1604), waarin Van Mander leven en werk beschrijft van een groot aantal schilders, zowel uit het verleden als uit zijn eigen tijd.
Het eerste bestuur van de stichting bestond uit de initiatiefnemers Jan Gerrit van Gelder (voorzitter) en Pieter Singelenberg (secretaris-penningmeester), beide werkzaam op het Kunsthistorisch Instituut te Utrecht, collega-professoren Josua Bruyn, hoogleraar kunstgeschiedenis te Amsterdam, de Delftse hoogleraar architectuurgeschiedenis Jacobus Terwen en Simon Levie op dat moment werkzaam als conservator bij het Centraal Museum in Utrecht. Zij stelden twee prijzen in welke jaarlijks zouden worden uitgereikt: de Carel van Manderprijs, bestaande uit een bedrag in geld en, vanaf 1964, een penning voor kunsthistorisch onderzoek van jonge (onder de 40 jaar) in Nederland werkzame kunsthistorici; en de Bucheliusprijs bestaande uit een bedrag in geld, voor documentair-kunsthistorisch onderzoek door in Nederland werkzame onderzoekers.
De uitreiking van de prijzen kreeg een vaste plek tijdens de Kunsthistorische Dag van de Vereniging van Nederlandse Kunsthistorici naast de jaarrede, de algemene ledenvergadering en de overige lezingen die werden georganiseerd. De jury, gevormd door het convent van hoogleraren in de kunsthistorische vakken aan Nederlandse universiteiten, beoordeelde publicaties die in het voorafgaande jaar waren verschenen. Deze kwamen in aanmerking als zij 'aan algemeen geldende wetenschappelijke eisen voldeden en getuigden van oorspronkelijkheid'.
Vanaf 1987 overwoog Singelenberg, inmiddels het enige bestuurslid van de stichting, deze onder te brengen bij de VNK. Deze overweging werd bezegeld bij de herziening van de statuten in 1989. Naast een naamswijziging naar Stichting Karel van Mander kregen de twee prijzen een nieuwe indeling en werd er gekozen voor een andere termijn van uitreiking. De Bucheliusprijs werd bij de statutenwijziging opgeheven.
De al vanaf 1985 door de VNK op voorstel van professor Anton Boschloo in het leven geroepen Jan van Gelderprijs zou in het vervolg worden uitgereikt aan een jonge Nederlandse of in Nederland werkzame onderzoeker. De leeftijdsgrens werd verlaagd van 41 naar 30 jaar, maar is in het laatste decennium vastgesteld op 35 jaar.

### Ontwerp trofee
In 1964 besloot het bestuur om naast een geldbedrag ook een trofee uit te reiken. Er werd gekozen voor een penning die met terugwerkende kracht aan de voorgaande winnaars werd uitgereikt. Vanaf 1994 ontving ook de winnaar van de Jan van Gelderprijs een trofee. In de loop der jaren heeft de prijs een flink aantal gedaantewisselingen ondergaan: van penning tot vaas en het meest recente ontwerp als wand- of tafelstuk.
1964: Ontwerp van beeldhouwster Loekie Metz naar idee van William Heckscher. Op de voorzijde van de penning het portret van Karel van Mander en op de achterzijde een gevleugeld oog met Van Manders motto: EEN IS NODIGH.
1994: Ontwerp van Carel Blotkamp, uitvoering Van Tetterode Glasateliers. Blotkamp, kunstenaar en tussen 1982 en 2007 hoogleraar moderne kunst aan de Vrije Universiteit Amsterdam, ontwierp een presse-papier voor de Karel van Manderprijs, maar voor het eerst ook voor de Jan van Gelderprijs.
2003: Ontwerp en uitvoering kunstenares Manita Kieft. In 2003 kreeg de prijs een nieuwe vorm: een vaas van keramiek speciaal ontworpen voor de Karel van Manderprijs en een voor de Jan van Gelderprijs.
2013: Ontwerp en uitvoering Daphna Laurens. Dit vormgeversduo, bestaande uit Daphna Isaacs Burggraaf en Laurens Manders, ontwierp een wand- en tafelstuk waarin de begrippen vorm, tijd en context worden gesymboliseerd, de pijlers van het kunsthistorische vak.

## Winnaars

### Carel van Manderprijs
- 1958 - R. Meischke[3][4]
- 1959 - Katharine Fremantle, The Baroque Townhall of Amsterdam[3][5]
- 1960 - Sturla Jonasson Gudlaugsson, Gerard Terborch[6]
- 1961 - Emil Reznicek[3]
- 1962 - Horst Gerson[3]
- 1963 - Coenraad Temminck Groll, Middeleeuwse stenen huizen te Utrecht en hun relatie met die van andere noordwesteuropese steden[7]
- 1963 - Hans van Straten, Hendrik Nicolaas Werkman. De drukker van het paradijs[3]
- 1964 - Robert W. Scheller[3]
- 1965 - Jan Emmens, Rembrandt en de regels van de kunst[8]
- 1966 - A. W. Reinink, K. P. C. de Bazel - architect
- 1966 - C. A. van Swigchem[3], Afbraak of restauratie: monumentenzorg in Nederland
- 1967 - niet uitgereikt[9]
- 1968 - niet uitgereikt[3]
- 1969 - Henk van Os, Iconologische problemen in de Sienese schilderkunst tussen 1300 en 1450
- 1969 - C. J. A. C. Peeters, De Liturgische dispositie van het vroegchristelijk kerkgebouw'
- 1975 - Willemijn Fock, Jaques Bylivelt aan het Hof van Florence. Goudsmeden en steensnijders in dienst van de eerste groothertogen van Toscane[10]
- 1976 - Marjon van der Meulen-Schregardus, Petrus Paulus Rubens Antiquarius, Collector and Copyist of Antique Gems (proefschrift, Utrecht)
- 1977 - Ilja M. Veldman
- 1978 - Ed Taverne
- 1979 - Jan Piet Filedt Kok
- 1981 - Carel Blotkamp
- 1983 - Manfred Bock
- 1984 - Bob Haak
- 1985 - A.M. Koldewey, Reindert Falkenburg
- 1986 - E.S. de Jongh
- 1987 - Sible de Blaauw, Auke van der Woud

### Bucheliusprijs
- 1958 - Isabella Henriette van Eeghen[11]
- 1959 - L.J. Bol, directeur Dordrechts Museum[5]
- 1960 - H.F. Wijnman
- 1961 - C. Bille
- 1962 - Theodoor Herman Lunsingh Scheurleer
- 1963 - Jan Martinet, kunsthandelaar en conservator
- 1964 - J. Verbeek, P.J.J. van Thiel
- 1965 - E.J. Haslinghuis
- 1966 -
- 1967 - B.J.A. Renckens, J.L. Locher
- 1968 - H. Hoetink, C. van Hasselt
- 1969 - J.V.C. Hefting, Th.A.G. Wilberg Vignan-Schuurman
- 1970 - Pieter A. Scheen
- 1971 - L. Frerichs
- 1972 - J.H. Leopold, J. Joosten
- 1973 - H. Miedema
- 1974 - S.W.A. Drossaers, Dolf van Asperen de Boer
- 1975 - Hugo Anthonius van Oerle
- 1976 - B. Dubbe
- 1977 - J.M. Baart
- 1978 - W.E.S.L. Keyser-Schuurman, M.C.M. Wishaupt
- 1979 - H. Hagens
- 1980 - Th. Laurentius
- 1981 - Wim Vroom
- 1982 - Josua Bruyn, Bob Haak, Simon Levie, P.J.J. van Thiel, Ernst van de Wetering
- 1983 - S. Segal
- 1984 - J.R. ter Molen
- 1985 - Peter Schatborn
- 1986 - W. Th. Kloek, J.P. Filedt Kok, W. Halsema-Kubes
- 1987 -

### Karel van Manderprijs
- 1991 - Hendrik Willem van Os, Koen Ottenheym
- 1994 - Dolf van Asperen de Boer
- 1997 - Bernadette van Hellenberg Hubar[12]
- 2005 - Camiel van Winkel, Moderne leegte. Over kunst en openbaarheid[13]
- 2006 - Jeroen Goudeau
- 2007 - Justin Kroesen en Regnerus Steensma, Het Middeleeuwse dorpskerkinterieur[14]
- 2008 - niet uitgereikt[3]
- 2009 - Everhard Korthals Altes, De verovering van de internationale kunstmarkt door de zeventiende-eeuwse schilderkunst. Enkele studies over de verspreiding van Hollandse schilderijen in de eerste helft van de achttiende eeuw[15]
- 2009 - Robert Verhoogt, Art in Reproduction. Nineteenth-Century Prints after Lawrence Alma-Tadema, Jozef Israëls and Ary Scheffer[15]
- 2010 - Erik Hinterding, Rembrandt as an etcher: the practice of production and distribution[16]
- 2011 - Caroline Roodenburg, Expressie en ordening. Het verzamelbeleid van Willem Sandberg voor het Stedelijk Museum, 1945-1962[17]
- 2012 - Coert Peter Krabbe, Droomreis op papier. De Prix de Rome en de architectuur in Nederland (1808-1851)[18]
- 2013 (inhalen 2008) - Matthijs Ilsink, Bosch en Breugel als Bosch[19]
- 2013 - Eveline Koolhaas-Grosfeld, De ontdekking van de Nederlander: in boeken en prenten rond 1800[20]
- 2014 - Zsuzsanna van Ruyven-Zeman, Stained glass in the Netherlands before 1795
- 2015 - Ad Stijnman, Engraving and etching 1400-2000: A history of the development of manual intaglio printmaking processes .
- 2016 - Merlijn Hurx, Architect en aannemer. De opkomst van de bouwmarkt in de Nederlanden 1350-1530.[21]
- 2017 - George Sanders, Het present van Staat; de gouden ketens, kettingen en medailles verleend door de Staten-Generaal, 1588-1795.[22]
- 2018 - Matthias Ubl Der Braunschweiger Monogrammist: Wegbereiter der niederländischen Genremalerei vor Bruegel
- 2019 – Edwin Buijsen, De schilderijenproductie van Adriaen Pietersz. van de Venne (1589-1662)
- 2020 – Sandra Kisters, The lure of the biographical: on the (self-)representation of modern artists
- 2021 – David Keuning en Anne Mieke Backers, Bouwkunst en de nieuwe orde. Collaboratie en berechting van Nederlandse architecten 1940-1950 en Er stond een vrouw in de tuin
- 2022 - Eveline Deneer, Une autre histoire: Imaginaires historiques	privés dans	la peinture	européenne au début	du XIXe siècle,	entre passé national et histoire partagée